# عمار علي (مبارز)
عمار علي مبارز بالكراسي المتحركة عراقي. مثل العراق في الألعاب البارالمبية الصيفية أعوام 2012 و2016 و2020. حصل على الميدالية الفضية في منافسات سيف المبارزة ب للرجال عام 2016.